# Valinomycine
La valinomycine est un dodécadepsipeptide synthétisé par certaines espèces de streptomyces. Il entraîne la perméabilisation des membranes biologiques à l'ion potassium.
Elle fait partie d'un groupe d'ionophores naturellement neutres car elle n'a pas de charge résiduelle. Elle consiste en énantiomères de D- et L-valine (Val), D-acide hydroxyvalérique et L-acide lactique. Les structures sont liées en alternance par des liaisons ester et amide. La valinomycine est fortement sélective pour les ions potassium en priorité sur les ions sodium dans la membrane cellulaire. Elle fonctionne comme transporteur spécifique et facilite le mouvement passif des ions potassium de part et d'autre de la membrane lipidique en suivant le gradient de potentiel électrochimique. La constante de stabilité K pour le complexe potassium-valinomycine est de 106 mais uniquement de 10 dans le cas du complexe sodium-valinomycine.
Cette différence est importante dans le maintien de la sélectivité de la valinomycine pour le transport des ions potassium (et non des ions sodium) dans les systèmes biologiques.

## Structure
La valinomycine est dodécadepsipeptide, c'est-à-dire qu'elle est composée de douze acides aminés et esters en alternance formant une molécule macrolytique. Les douze groupements carbonyle sont essentiels pour la capture d'ions métalliques, ainsi que pour la solubilisation dans les solvants polaires. Les groupes isopropyle et méthyle sont responsables de la solubilisation dans les solvants non polaires. En plus de sa forme et de sa taille, cette dualité moléculaire est la raison principale de ses propriétés de liaison. Les ions K+ sont coordonnés sous forme octaédrique dans une géométrie bipyramidale carrée par six liaisons carbonyle de la valine. Dans cet espace de 1,33 Angstrom, le rayon de 0,95 Angstrom du Na+ est trop petit pour créer des interractions ioniques avec les acides aminés, menant à une sélectivité 10 000 fois plus grande pour le potassium que pour le sodium. Dans un solvant polaire, la valinomycine expose principalement les groupements carbonyle, tandis que dans un solvant non polaire les groupes isopropyle sont principalement situés sur le côté extérieur de la molécule. Cette conformation change lorsque la valinomycine est liée à un ion potassium. La molécule est "barrée" en une conformation où les groupes isopropyle sont à l'extérieur. Cette configuration n'est pas réellement fixe car la taille de la molécule lui confère une grande flexibilité, mais l'ion potassium donne un certain degré de coordination à la macromolécule.

## Applications
On a récemment rapporté que la valinomycine était l'agent le plus puissant contre le syndrome respiratoire aigu sévère lié au coronavirus (SARS-CoV) chez des cellules Vero E6 infectées.
La valinomycine agit en tant qu'agent isomorphe non métallique dans les électrodes à membrane sélective au potassium,.